# Tomasz z Krakowa
Tomasz z Krakowa, Thomas de Cracovia (ur. ok. 1360, zm. po 1416) – pochodzący z Polski, działający w Paryżu, teolog i filozof.

## Życiorys
Niewiele jest informacji na temat jego życia. Przydomek wskazuje, że pochodził z Krakowa lub okolic. W 1378 studiował na Uniwersytecie w Pradze, a tytuł mistrza na Wydziale Sztuk Wyzwolonych uzyskał na Uniwersytecie Paryskim, jako członek nacji niemieckiej. W 1401 powinien uzyskać tam doktorat, stało się tak jednak dopiero w 1403, po interwencji prokuratora nacji u kanclerza Jana Gersona. Został profesorem teologii i aktywnie występował w trakcie synodu paryskiego (1413-1414), pracującego nad oceną tekstów Jeana Petita, oskarżonego o usprawiedliwianie tyranobójstwa. Po dyskusjach synod opracował i przegłosował artykuły potępiające. Z tej dyskusji pochodzą dwie noty Tomasza z Krakowa, poświęcone doktrynie Jana Petita .
Obok nich, jedynym znanym pismem Tomasza z Krakowa jest list do króla Władysława Jagiełły, w którym informuje on m.in. o swoich podróżach na Uniwersytecie Oksfordzkim, a także prosi o przyznanie kanonii w Krakowie. Nie wiadomo, jaka była odpowiedź na prośbę. Zachował się również jeden rękopis pochodzący z biblioteki Tomasza z Krakowa (i przechowywany we Francuskiej Bibliotece Narodowej), zawierający kilka questiones poświęconych teologii i będących kopiami z różnych autorów. Dawniej, przypisywano Tomaszowi autorstwo Dialogus de accedendo ad sacramentum altaris i Confessionale, obecnie przypisywanych Mateuszowi z Krakowa .